# Reinhard Bredow
Pour les articles homonymes, voir Bredow (homonymie).
Reinhard Bredow, né le 6 avril 1947 à Ilsenburg, est un lugeur est-allemand.

## Carrière
Avec son coéquipier Horst Hörnlein, il a été actif à la fin des années 1960 et au début des années 1970. Ce binôme a remporté l'épreuve olympique des Jeux olympiques d'hiver de 1972 à Sapporo (ex æquo avec le duo italien Paul Hildgartner / Walter Plaikner).
Il a obtenu un titre de champion du monde en 1973 en double et deux titres européens en 1970 et 1972 en double.

## Palmarès
- Jeux olympiques
  -  Médaille d'or en luge double aux Jeux olympiques d'hiver de 1972 à Sapporo
  - Grenoble 1968 : 5e en double

- Championnats du monde de luge
  -  Médaille d'or en luge double en 1973 à Oberhof
  -  Médaille d'argent en luge double en 1969 à Königssee
  -  Médaille de bronze en luge double en 1965 à Davos
  -  Médaille de bronze en luge double en 1970 à Königssee
  -  Médaille de bronze en luge double en 1971 à Olang

- Championnats d'Europe de luge
  -  Médaille d'or en luge double en 1970 à Hammarstrand
  -  Médaille d'or en luge double en 1972 à Königssee